# Britanska knjižnica
Britanska knjižnica (eng. British Library) je istraživačka knjižnica u Londonu koja je ujedno i nacionalna knjižnica Ujedinjenog Kraljevstva. Kao knjižnica s obveznim primjerkom, Britanska knjižnica prima primjerke svih knjiga proizvedenih u Ujedinjenom Kraljevstvu i Irskoj, uključujući značajan udio inozemnih naslova distribuiranih u Ujedinjenom Kraljevstvu. Izvanresorno je javno tijelo čiji je pokrovitelj Odjel za kulturu, medije i sport.
Njezin je budžet 140 000 000 britanskih funti, a jedna je od najvećih knjižnica na svijetu. Procjenjuje se da sadrži između 170 000 000 i 200 000 000 jedinica, od čega 13 950 000 knjiga, 8 000 000 filatelističkih jedinica, 60 000 000 patenata, 351 116 rukopisa, 4 447 505 kartografskih jedinica, 6 000 000 zvučnih zapisa, 16 000 000 svezaka knjiga i periodičkih publikacija, 660 000 naslova novina, 1 400 000 notnih zapisa, 295 000 rukopisa, 205 000 fotografija, 1 607 885 glazbenih zapisa te 824 101 serijski naslov.
Osnovana je kao nacionalna knjižnica 27. srpnja 1972. godine Britanskim zakonom o knjižnici (eng. British Library Act) i organizirana do 1. srpnja 1973. godine. Njezino kraljevsko otvorenje bilo je 1998. godine. Nalazi se na adresi 96 Euston Road London, NW1 2DB, Engleska, Ujedinjeno Kraljevstvo. Raspolaže brojnim knjigama, časopisima, novinama, magazinima, zvučnim i glazbenim zapisima, bazama podataka, zemljovidima, poštanskim markama, grafikama, crtežima, scenarijima za predstave te rukopisima. Otvorena je svima koji trebaju koristiti njezine zbirke i usluge.
Britanska knjižnica sadrži jedinice na mnogim jezicima i u mnogim formatima (tiskanim i digitalnim). Zbirke knjižnice uključuju oko 14 000 000 knjiga, zajedno sa značajnim fondovima rukopisa i predmeta koji datiraju čak iz 2000. pr. Kr. Knjižnica održava program za nabavu sadržaja i dodaje oko 3 000 000 jedinica svake godine zauzimajući 9,6 kilometara novog prostora na policama.
Prije 1973. godine Knjižnica je bila dio Britanskog muzeja, također u okrugu Camden. Moderna namjenski izgrađena zgrada Knjižnice nalazi se pokraj postaje Sv. Pankracije na Euston Roadu u Somers Townu, na mjestu nekadašnjeg robnog skladišta.
Postoji dodatna zgrada za skladištenje i čitaonica u knjižnici podružnice u blizini Boston Spa u Yorkshireu. Zgradu Sv. Pankracije službeno je 25. lipnja 1998. otvorila britanska kraljica Elizabeta II., a klasificirana je kao zgrada 1. stupnja na popisu „izuzetnog interesa«” zbog svoje arhitekture i povijesti.

## Vanjske poveznice

#### Mrežne stranice
- (engl.) Službena web-stranica (bl.uk)
- (engl.)  Arhivirana inačica izvorne stranice od 16. srpnja 2020. (Wayback Machine) Explore the British Library
- (engl.) The King's Library